# Ōhira Masayoshi

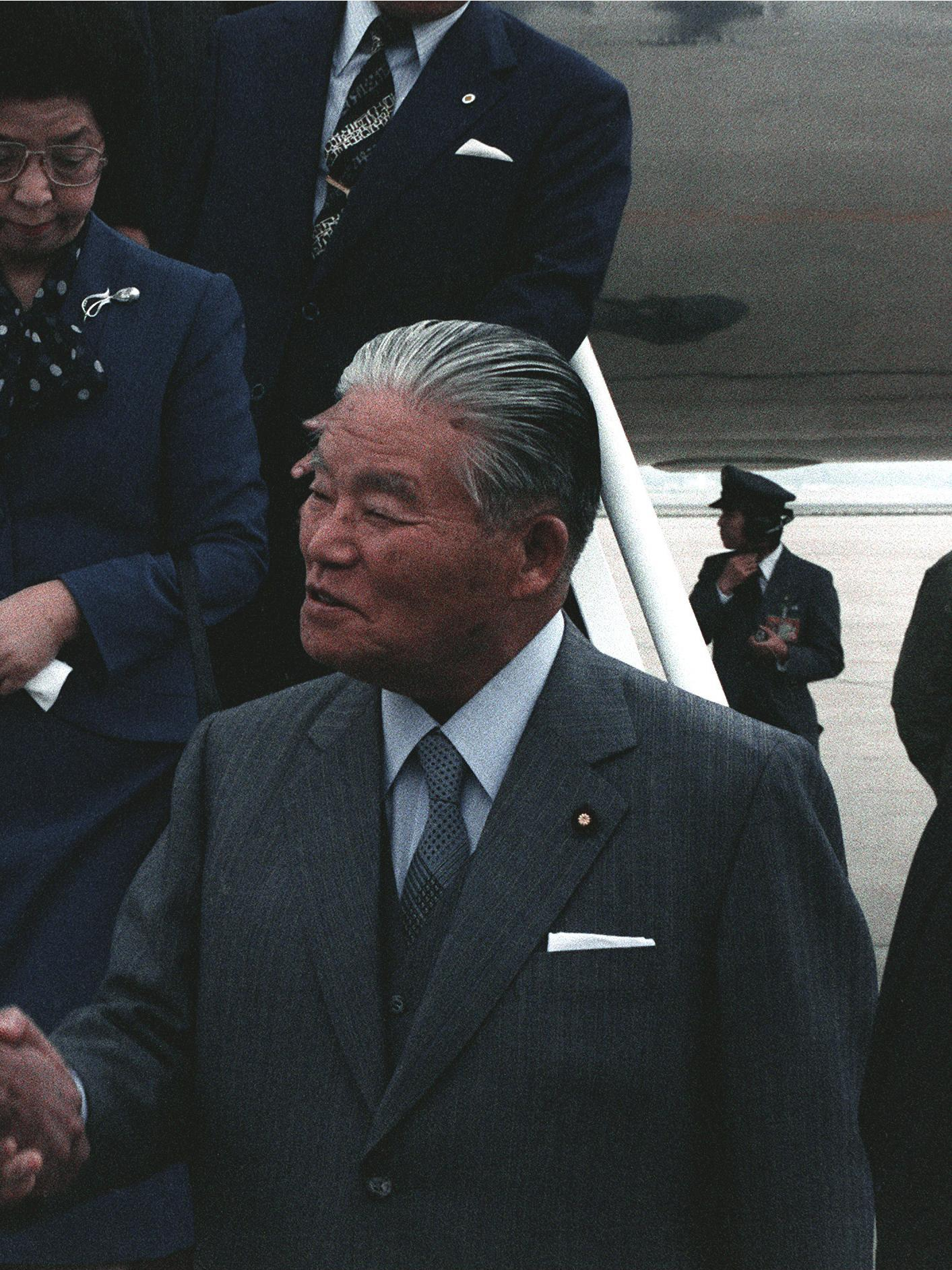
Ohira (1980)

Ōhira Masayoshi (jap. 大平 正芳; * 12. März 1910 in Wada (heute: Kan’onji, Präfektur Kagawa); † 12. Juni 1980 in Tokio) war ein Staatsmann und der 68. und 69. Premierminister von Japan.

## Leben und Wirken
Ōhira Masayoshi machte seinen Studienabschluss an der „Tōkyō Shōka Daigaku“ (東京商科大学), der Vorläufereinrichtung der Hitotsubashi-Universität. Er begann eine Karriere im Finanzministerium und wurde 1949 Privatsekretär des Finanzministers Ikeda Hayato. 1952 wurde er Mitglied des Repräsentantenhauses des Parlaments als Mitglied der Jiyūtō (自由党). 
Von 1962 bis 1964 sowie von 1972 bis 1974 war Ōhira Außenminister, von 1974 bis 1976 Finanzminister sowie vom 7. Dezember 1978 bis zu seinem Tod der Premierminister seines Landes.
1979 hatte er den Vorsitz des G7-Gipfel in Tokio inne und war der Gastgeber der Konferenz. Er war Mitglied der Liberaldemokratischen Partei (LDP), von der er 1978 zu dessen Parteivorsitzenden gewählt wurde. Sein Amtsnachfolger als Premierminister war Zenko Suzuki; Amtsvorgänger war Fukuda Takeo.